# Freweyni Hailu
Freweyni Hailu (en amharique : ፍሬወይኒ ኃይሉ), née le 12 février 2001, est une athlète éthiopienne, spécialiste des courses de demi-fond.

## Biographie
Lors du Meeting Herculis 2021, elle se classe troisième de l'épreuve du 1 500 mètres et porte son record personnel à 3 min 56 s 26. Sélectionnée pour les Jeux olympiques d'été de 2020, elle se classe 4e du 1 500 m en 3 min 57 s 60. Le 26 août 2021, elle remporte le meeting Athletissima à Lausanne, dans le temps de 4 min 2 s 24.
Aux championnats du monde en salle disputés en mars 2024 à Glasgow, elle remporte le titre du 1 500 m en s'imposant dans le temps de 4 min 1 s 96.

## Palmarès
| Date | Compétition                               | Lieu     | Résultat | Épreuve | Temps          |
| ---- | ----------------------------------------- | -------- | -------- | ------- | -------------- |
| 2022 | Championnats du monde                     | Eugene   | 4e       | 1 500 m | 4 min 1 s 328  |
| 2023 | Championnats du monde                     | Budapest | 7e       | 5 000 m | 14 min 58 s 31 |
| 2023 | Championnats du monde de course sur route | Riga     | 2e       | Mile    | 4 min 23 s 06  |
| 2024 | Championnats du monde en salle            | Glasgow  | 1re      | 1 500 m | 4 min 1 s 46   |
| 2025 | Championnats du monde en salle            | Nankin   | 1re      | 3 500 m | 8 min 37 s 21  |